# 纳加瓦库拉姆
纳加瓦库拉姆（Nagavakulam），是印度泰米尔纳德邦Madurai县的一个城镇。总人口17579（2001年）。

## 人口
该地2001年总人口17579人，其中男性8967人，女性8612人；0—6岁人口1200人，其中男583人，女617人；识字率79.91%，其中男性为83.04%，女性为76.66%。